# Alan Dershowitz
Alan Morton Dershowitz (Brooklyn, New York, 1. rujna 1938.), američki pravnik, odvjetnik, autor i politički komentator. Značajan doprinos ostvario je na području ustavnog prava SAD-a i kaznenog prava. Većinu rada proveo je na Pravnom fakultetu na Harvardu gdje djeluje od 1967., kada je imao 28 godina, postavši najmlađi redovni profesor prava u povijesti SAD-a. Umirovio se u prosincu 2013.
Dershowitz je radio na nekoliko pravnih slučajeva te djeluje kao komentator arapsko-izraelskog sukoba. Kao kaznenopravni žalbeni odvjetnik, dobio je 13 od 15 slučajeva ubojstva i pokušaja ubojstva, te je zastupao niz slavnih klijenata, uključujući Mika Tysona, Patty Hearst i Jima Bakkera. Njegov najznačajniji slučaj je onaj iz 1984. kada je odbacio presudu protiv Clausa von Bülowa zbog pokušaja ubojstva njegove supruge Sunny, te slučaj kada je kao radio kao žalbeni savjetnik u obrani O. J. Simpsona 1995.
Politički je liberal, i autor je brojnih knjiga o pravu i politici, uključujući Reversal of Fortune: Inside the von Bülow Case (1985.); Chutzpah (1991.); Reasonable Doubts: The Criminal Justice System and the O.J. Simpson Case (1996.); bestseler The Case for Israel (2003.); Rights From Wrongs: A Secular Theory of the Origins of Rights (2004.) i The Case for Peace (2005.).